# Sumatrochroma testaceipenne
Sumatrochroma testaceipenne is een keversoort uit de familie van de boktorren (Cerambycidae). De wetenschappelijke naam van de soort werd voor het eerst geldig gepubliceerd in 1881 door Coenraad Ritsema.
De kever heeft een lengte van 33 mm, de tasters zijn met 35 mm relatief kort.
De soort komt voor in Indonesië. Ritsema beschreef een specimen dat was gevangen op het hoogland van Palembang (Zuid-Sumatra) "op de weg tussen Rawas en Lebong" in 1878, tijdens de Nederlandse wetenschappelijke expeditie naar Sumatra van 1877-1879.